# Finnentrop
Finnentrop település Németországban, azon belül Észak-Rajna-Vesztfália tartományban. Lakosainak száma 16 872 fő (2023. december 31.). Finnentrop Sundern, Attendorn, Lennestadt, Eslohe és Plettenberg községekkel határos.

## Népesség
A település népességének változása:
| Lakosok száma | 16 372 | 17 258 | 17 141 | 17 173 | 16 780 | 16 851 | 16 872 |
|               | 1975   | 2015   | 2017   | 2019   | 2021   | 2022   | 2023   |